# IC 4783
IC 4783 је спирална галаксија у сазвјежђу Паун која се налази на листи објеката дубоког неба у Индекс каталогу.
Деклинација објекта је - 58° 48' 48" а ректасцензија 18h 51m 33,5s. Привидна величина (магнитуда) објекта IC 4783 износи 13,8 а фотографска магнитуда 14,6. IC 4783 је још познат и под ознакама ESO 141-8, AM 1847-585, IRAS 18473-5852, PGC 62502.